# Amt Plattenburg
Das Amt Plattenburg war ein 1992 gebildetes Amt in Brandenburg, in dem sich acht Gemeinden in den damaligen Kreisen Pritzwalk und Perleberg (heute Landkreis Prignitz, Brandenburg) zu einem Verwaltungsverbund zusammengeschlossen hatten. Amtssitz war in der Gemeinde Kletzke. Das Amt wurde 2001 wieder aufgelöst, die amtsangehörigen Gemeinden bildeten die neue Gemeinde Plattenburg. Das Amt Plattenburg hatte zuletzt (Ende 2001) insgesamt 4165 Einwohner.

## Geographische Lage
Das Amt Plattenburg grenzte im Norden an die Ämter Groß Pankow/Prignitz und Gumtow, im Südosten an die Ämter Kyritz und Neustadt (Dosse), im Süden an das Land Sachsen-Anhalt und im Westen an das Amt Bad Wilsnack/Weisen und die Stadt Perleberg.

## Geschichte
Der Minister des Innern des Landes Brandenburg gab zur Bildung des Amtes Plattenburg am 31. Juli 1992 mit Wirkung zum 10. August 1992 seine Zustimmung. Das Amt nach Amtsmodell 1 (Bildung einer eigenen Amtsverwaltung) hatte seinen Sitz in Kletzke und bestand aus den Gemeinden (in der Reihenfolge im Amtsblatt):
1. Bendelin
2. Glöwen
3. Kleinow
4. Kletzke
5. Krampfer
6. Netzow
7. Viesecke
8. Hoppenrade

Das Amt Plattenburg hatte zum Ende des Jahres 1992 4889 Einwohner. Mit dem freiwilligen Zusammenschluss der amtsangehörigen Gemeinden zur neuen Gemeinde Plattenburg zum 31. Dezember 2001 wurde das Amt Plattenburg aufgelöst. Es hatte Ende 2001 4165 Einwohner.

## Amtsdirektorin
Erste und einzige Amtsdirektorin des Amtes Plattenburg war Gudrun Hoffmann, die nach der Auflösung des Amtes Bürgermeisterin der Gemeinde Plattenburg wurde. 

## Belege
1. 1 2 3  Beitrag zur Statistik Landesbetrieb für Datenverarbeitung und Statistik Historisches Gemeindeverzeichnis des Landes Brandenburg 1875 bis 2005. 19.12 Landkreis Prignitz PDF.
2. ↑  Bildung des Amtes Plattenburg. Bekanntmachung des Ministers des Innern vom 31. Juli 1992. Amtsblatt für Brandenburg - Gemeinsames Ministerialblatt für das Land Brandenburg, 3. Jahrgang, Nummer 62, 25. August 1992, S. 1054.
3. ↑  Bildung einer neuen Gemeinde Plattenburg. Bekanntmachung des Ministeriums des Innern vom 14. Dezember 2001. Amtsblatt für Brandenburg - Gemeinsames Ministerialblatt für das Land Brandenburg, 12. Jahrgang, Nummer 52, 27. Dezember 2001, S. 904 PDF.